# Aleksander Gierymski

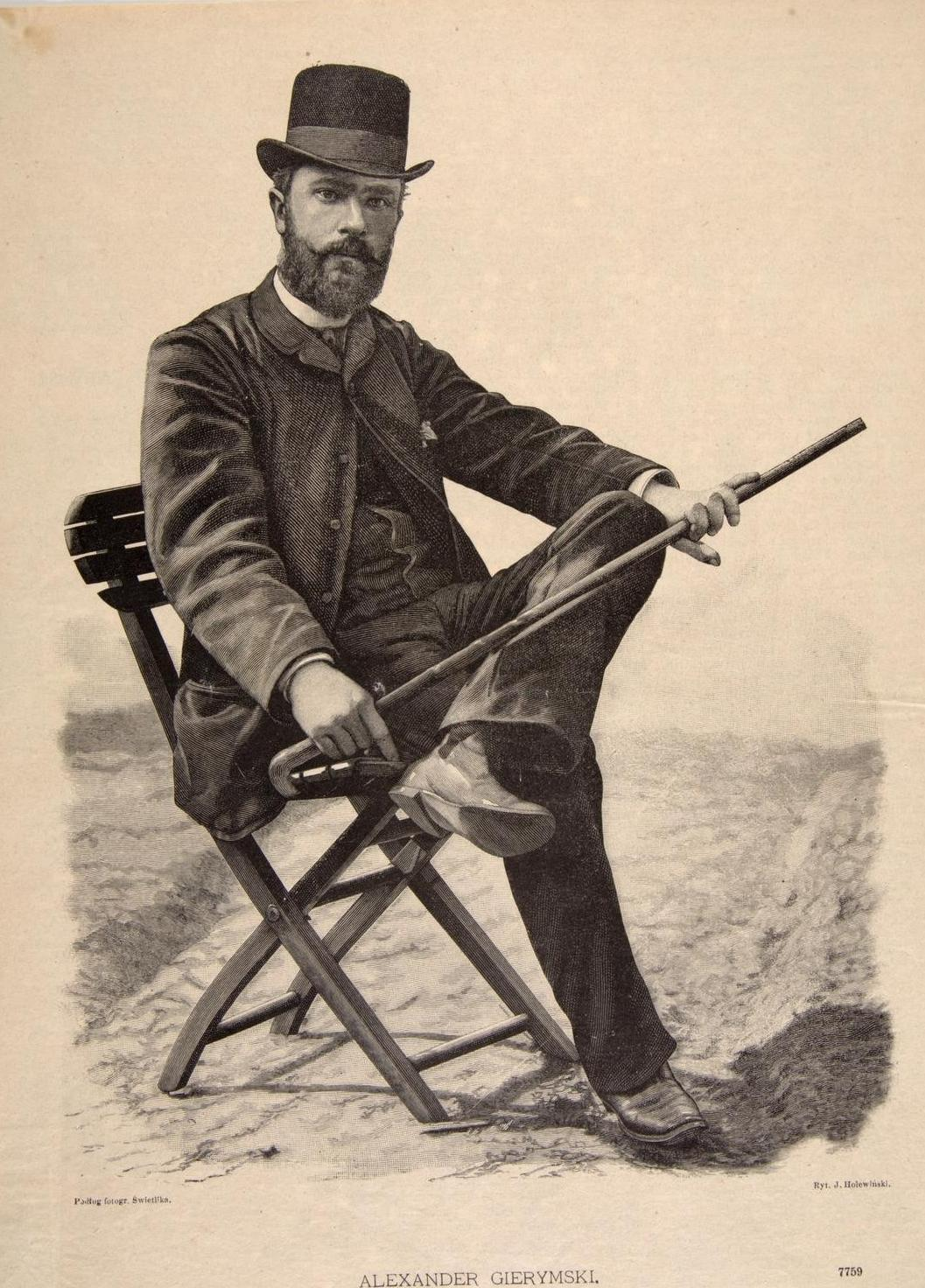
Józef Holewiński fametszetén (1887)

Ignacy Aleksander Gierymski (Varsó, 1850. január 30. – Róma, 1901. március 6. és 8. között) lengyel festő, Maksymilian Gierymski öccse. A 19. század végén a realizmus képviselője volt, valamint az impresszionizmus fontos előfutára Lengyelországban.

## Élete
1867-ben fejezte be a varsói III. Állami Középiskolát, és ugyanebben az évben Varsóban rajztanulmányokat kezdett. 1868 és 1872 között a Müncheni Képzőművészeti Akadémián tanult, ahol aranyéremmel végzett. A velencei kereskedő című diplomamunkájáért dicséretben részesült. 1873-től 1874-ig Olaszországban, többnyire Rómában tartózkodott. Itt fejezte be első híres műveit: a Római fogadót és a Morra Game-et, amelyeket Gierymski 1875 elején Varsóba vitt, és a Zachęta Galériában állított ki. Mindkét festmény felkeltette a közönség és a kritikusok figyelmét.
1875 végétől 1879-ig a művész visszatért Rómába, ahol művészete tökéletesítésén dolgozott, valamint az olasz mesterek festményeinek tanulmányozásával töltötte az idejét. A római kor legfontosabb alkotása A lugasban című festménye volt. Ez már nem realista kép, ekkor már impresszionista stílusban alkotott. Az új irányzat tökéletesítését kiterjedt kutatás, több próbálkozás előzte meg ezen a területen (például Henger az asztalon, Férfi piros frakkban). A lugasban című képen egy 18. századi társasági összejövetel színhelyét láthatjuk, amely egy hátulról fénnyel megtöltött pavilonban játszódik. Ez lehetővé tette számára, hogy játsszon a színekkel és a fénnyel. A munkássága a kortárs francia impresszionistákhoz hasonlítható, annak ellenére, hogy még nem járt Párizsban, és nem volt bizonyíték arra, hogy látta volna munkájukat.
A legfontosabb időszak Gierymski számára 1879 és 1888 között volt, amelyet Varsóban töltött. Ebben az időben fiatal pozitivista írók és festők egy csoportjával dolgozott, akik a Wędrowiec folyóirat köré csoportosultak. A művészeti ügyekért ezekben a folyóiratokban Stanisław Witkiewicz volt a felelős, aki Gierymski nyilvános elismeréséért harcolt. Festmények, amelyeket ebben az időszakban készített, például A zsidó nő naranccsal; Az Óváros kapuja, Solec kikötője és mások Varsó két kerületéből – Powiśle és Óvárosból – származó szegények életén alapulnak. Komoly műveit a korabeli Lengyelországban nem igazán értették meg, a munkásságát sem ismerték el. Mivel a hazájában nem becsülték meg, ezért nehézzé vált számára a megélhetés, így elhagyta Varsót, és 1888-ban külföldre távozott.
Lengyelországból való távozását követően nagyrészt Németországban és Franciaországban élt. Ahogy a környezete megváltozott, a munkája is megváltozott. A hazájától távol, nem annyira személyes témákat kezdett készíteni. Leginkább tájképeket festett (Kilátás a kufstein kastélyból, Rothenburg része, tengeri tájképek). Gyakran alkotott éjszaka, ami lehetővé tette számára, hogy mesterséges fényben festhessen tárgyakat, mint például (Müncheni noktürn, Éjszaka a Párizsi Opera, Szürkület a Szajna felett).
1893-ban tért vissza Lengyelországba, és 1895-ig maradt ott, hogy a Krakkói Képzőművészeti Akadémiára jelentkezzen. Ez az utazás felélénkítette az emberi témák iránti érdeklődését. A Parasztkoporsó az egyik festmény ebből az időszakból.
Élete utolsó éveiben Olaszországban maradt. Ez utóbbi időszakból származtak olyan alkotások, mint a velencei Szent Márk-bazilika belseje, a római Piazza del Popolo vagy veronai témájú tájképek.
Az életében előforduló keserű csalódásait az egy évvel a halála előtt festett önarcképe árulja el. A természettudós szemével nézte a világot változó kedélye ellenére. Tragikus módon élete utolsó éveit egy elmegyógyintézetben töltötte; ennek ellenére egyedülálló örökséget hagyott hátra. Munkái többsége a realizmust képviselték, többen Courbet-hoz hasonlították.
1901. március 6. és 8. között halt meg Rómában a Via della Lungara utcai elmegyógyintézetben. 1901. március 10-én a római Campo Verano temetőben temették el.

## Fontosabb munkái

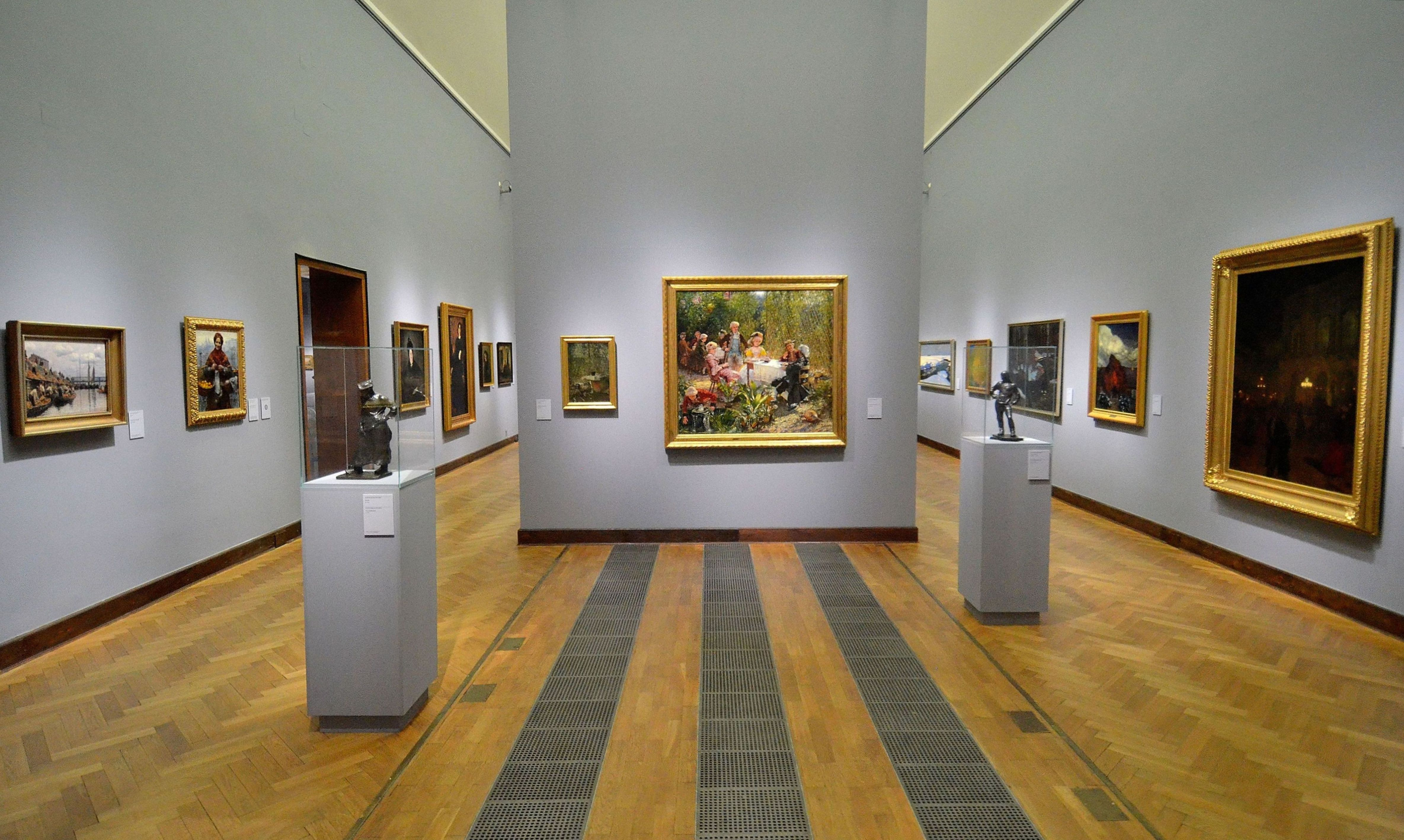
A festményei a Varsói Nemzeti Múzeumban láthatók

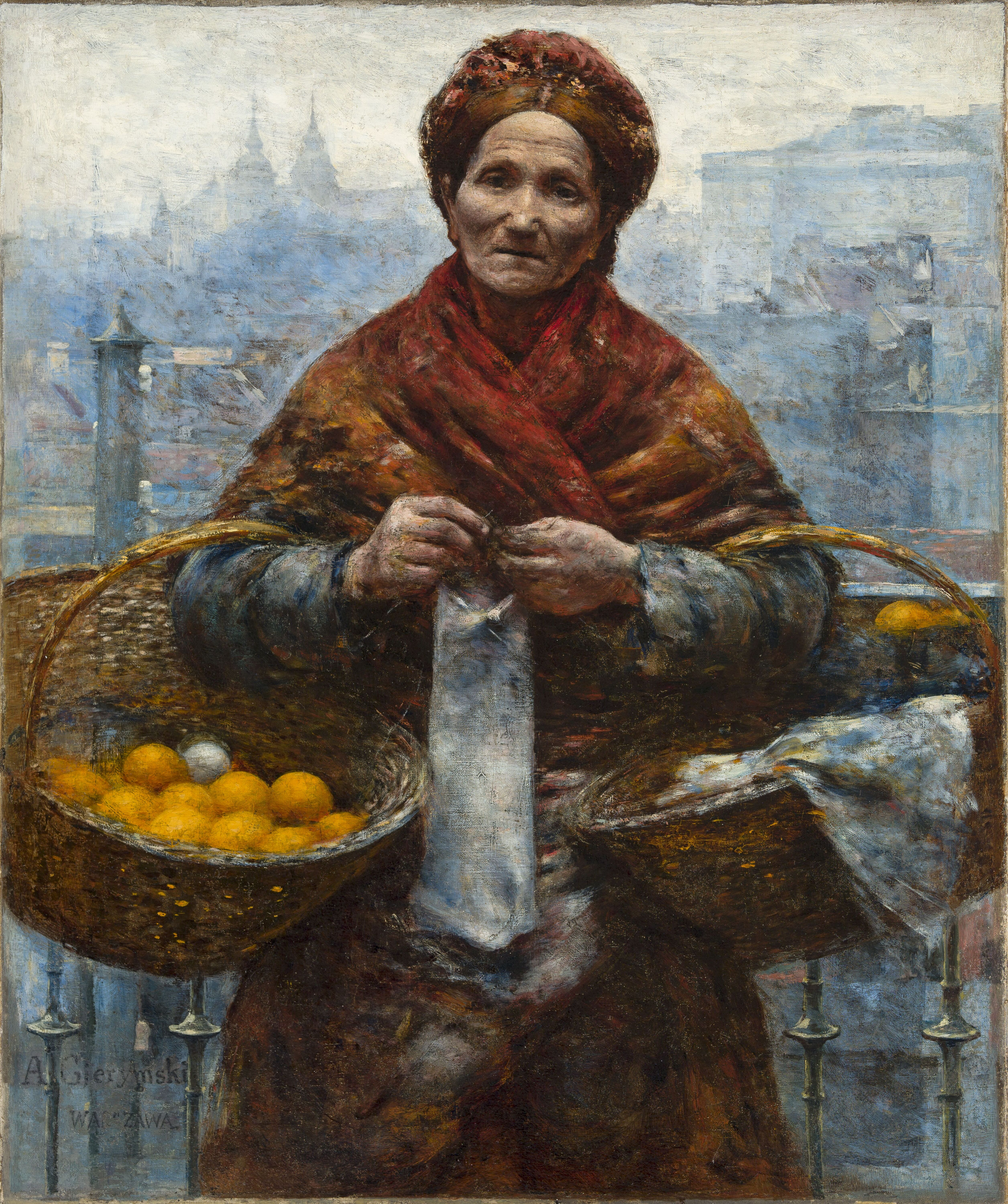
Citromot árusító zsidó nő (1881) Sziléziai Múzeum, Katowice, Lengyelország
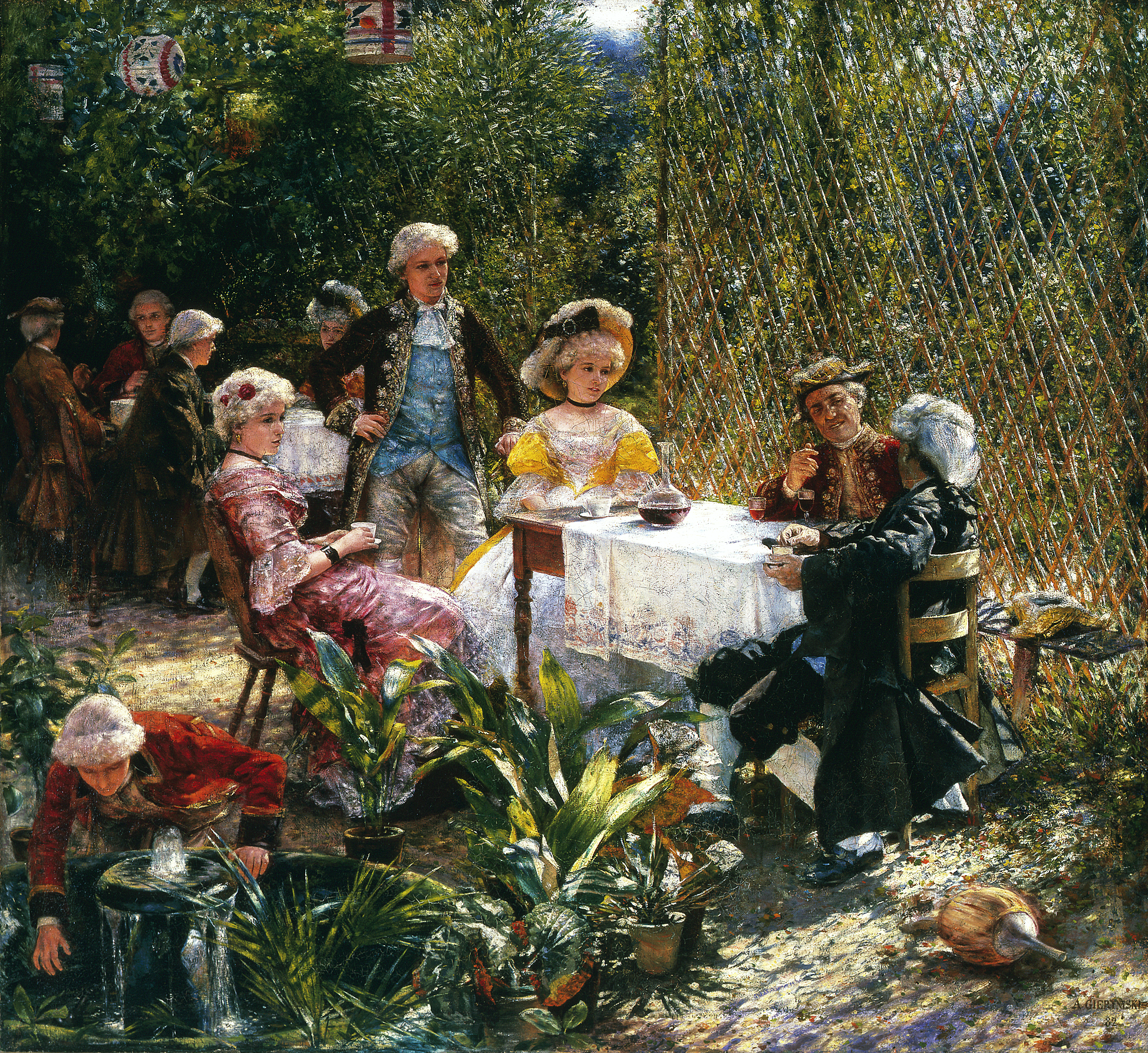
Zsidó nő narancsokkal (1881) Varsói Nemzeti Múzeum
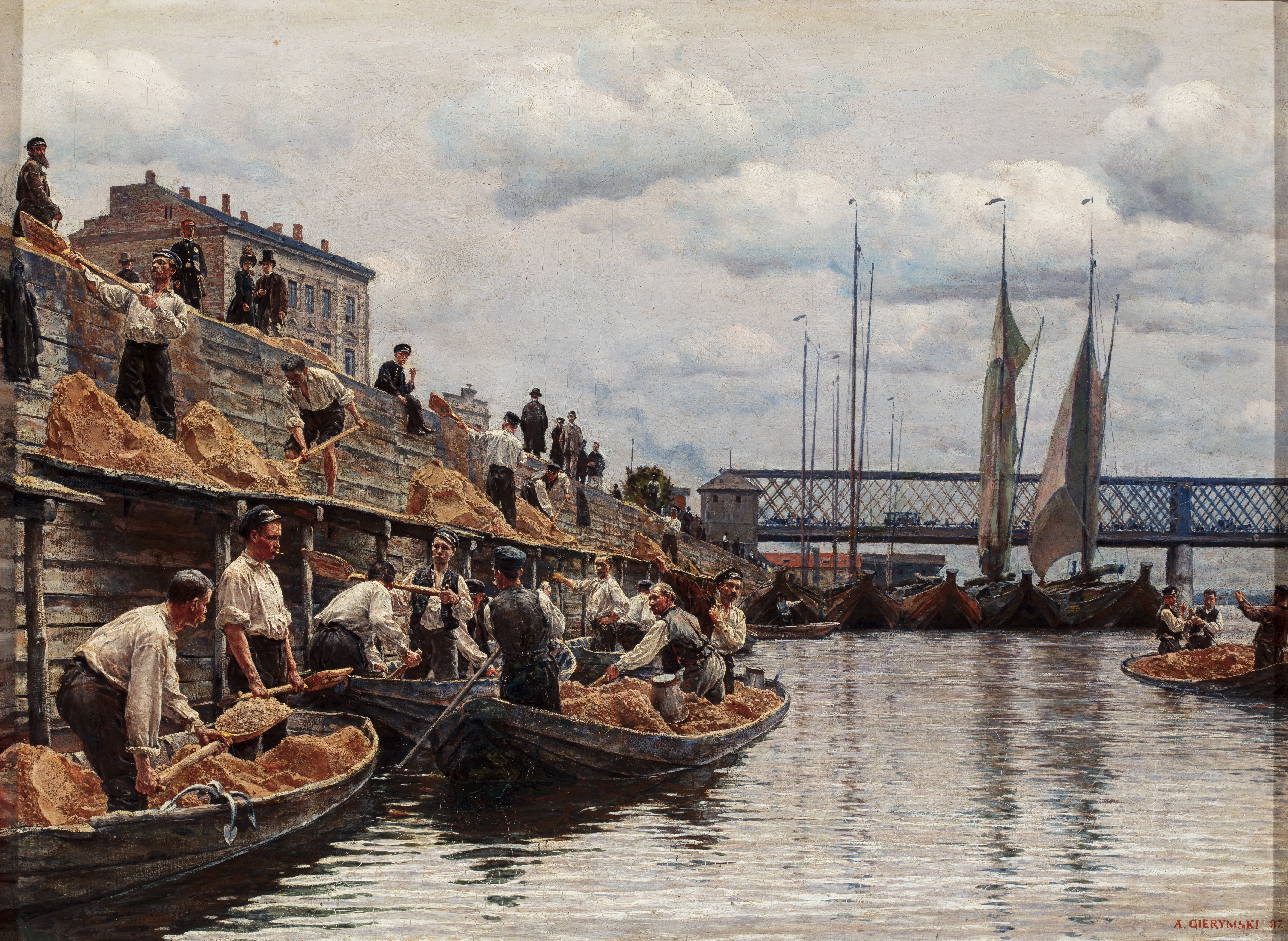
A lugasban (1882) a Varsói Nemzeti Múzeum
- Powiśle (1883) Krakkói Nemzeti Múzeum, 19. századi lengyel művészeti galéria
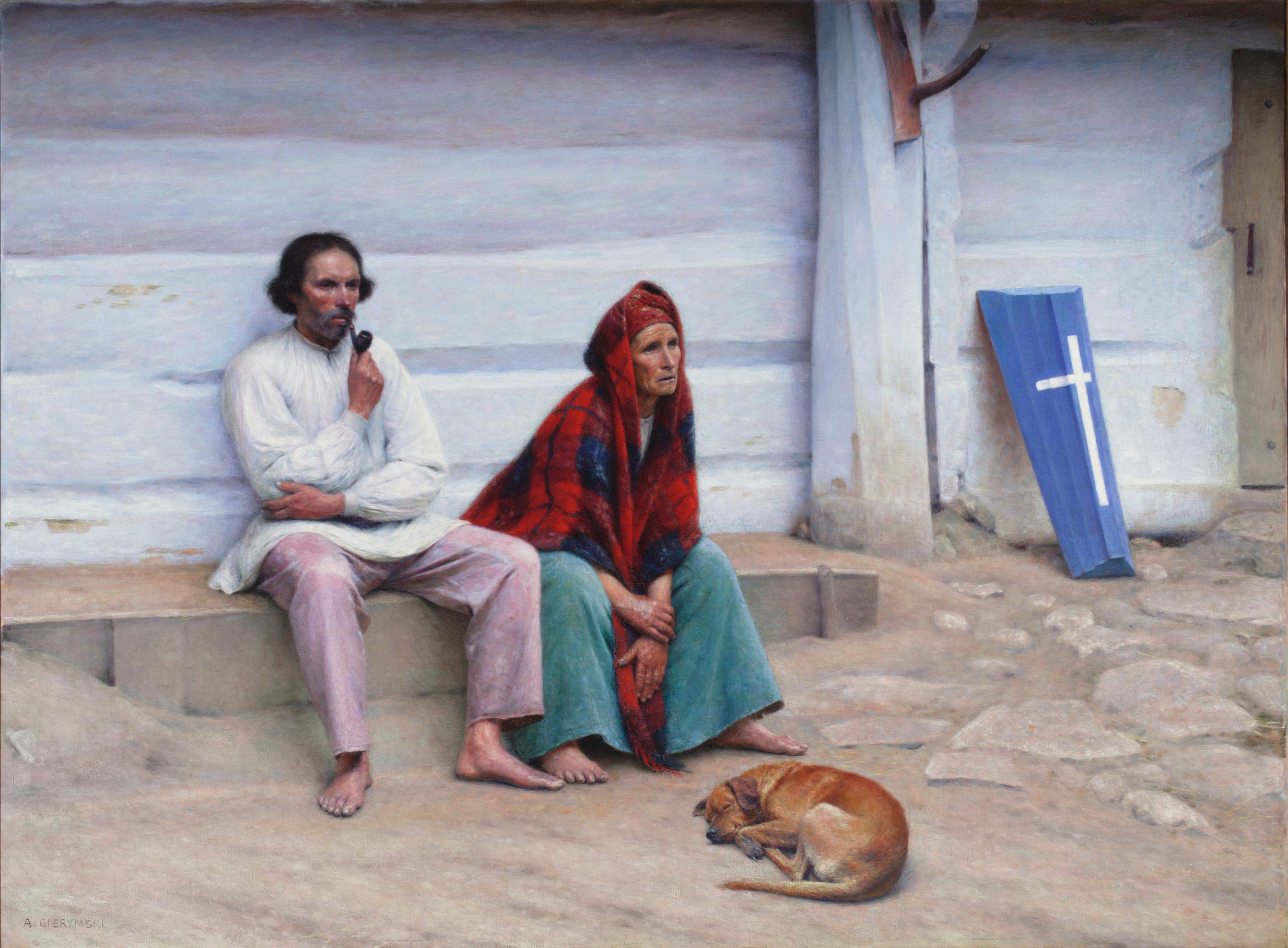
A trombiták ünnepe (1884) Varsói Nemzeti Múzeum
- Rakodómunkások (1887) Varsói Nemzeti Múzeum
- A Wittelsbach tér Münchenben éjjel (1890) Varsói Nemzeti Múzeum
- Szürkület a Szajna felett (1892–1893) krakkói Nemzeti Múzeum, a 19. századi lengyel művészeti galéria
- Paraszttemetés (1894–1895) Varsói Nemzeti Múzeum
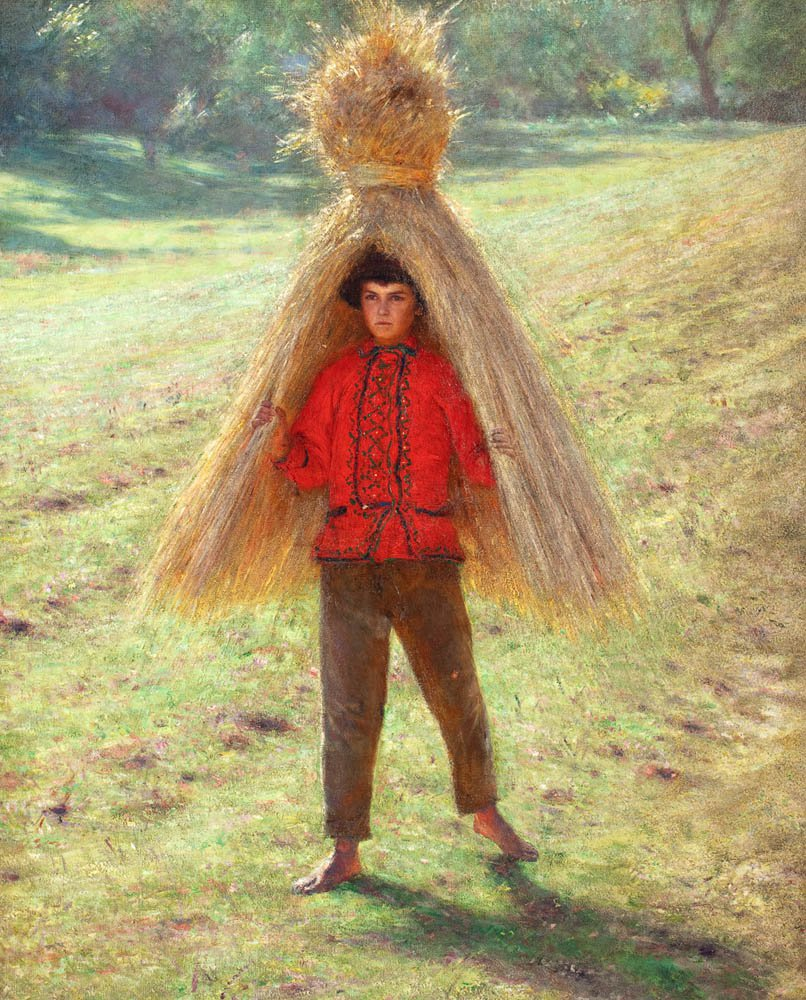
Szalmakévét cipelő fiú (1895) Wrocławi Nemzeti Múzeum
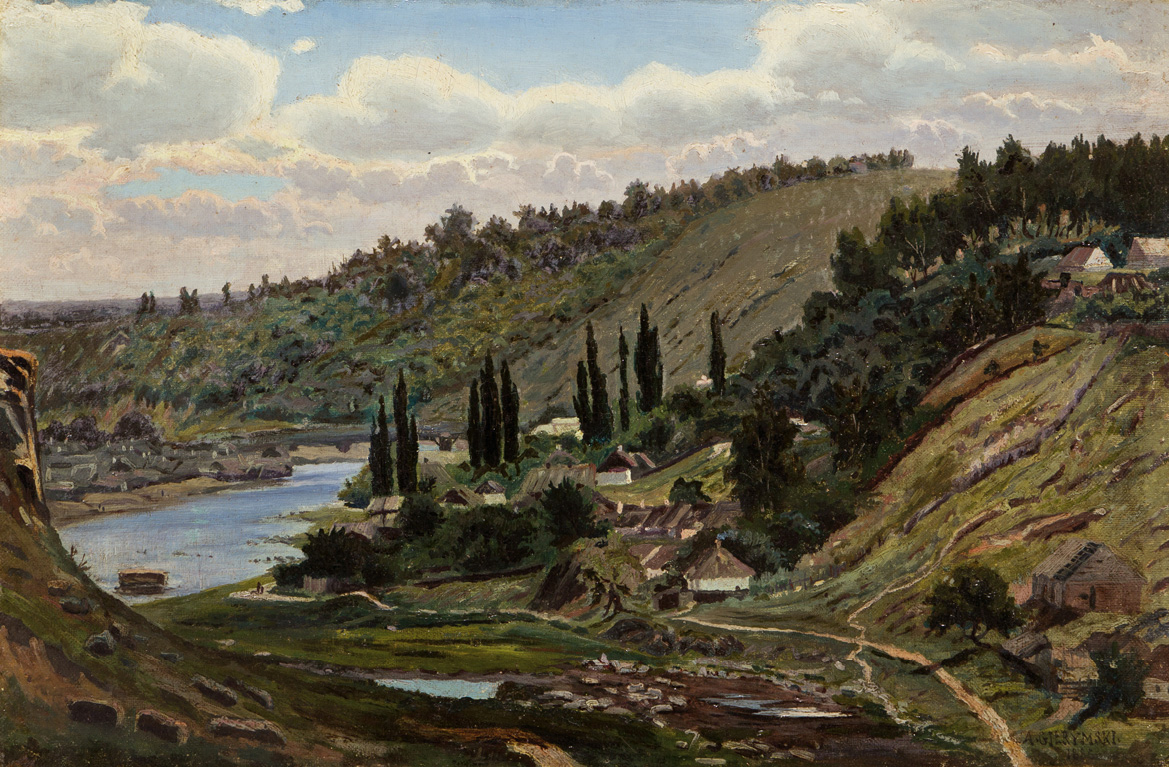
Kilátás a karintiai Ossiachi-tóra, 1886
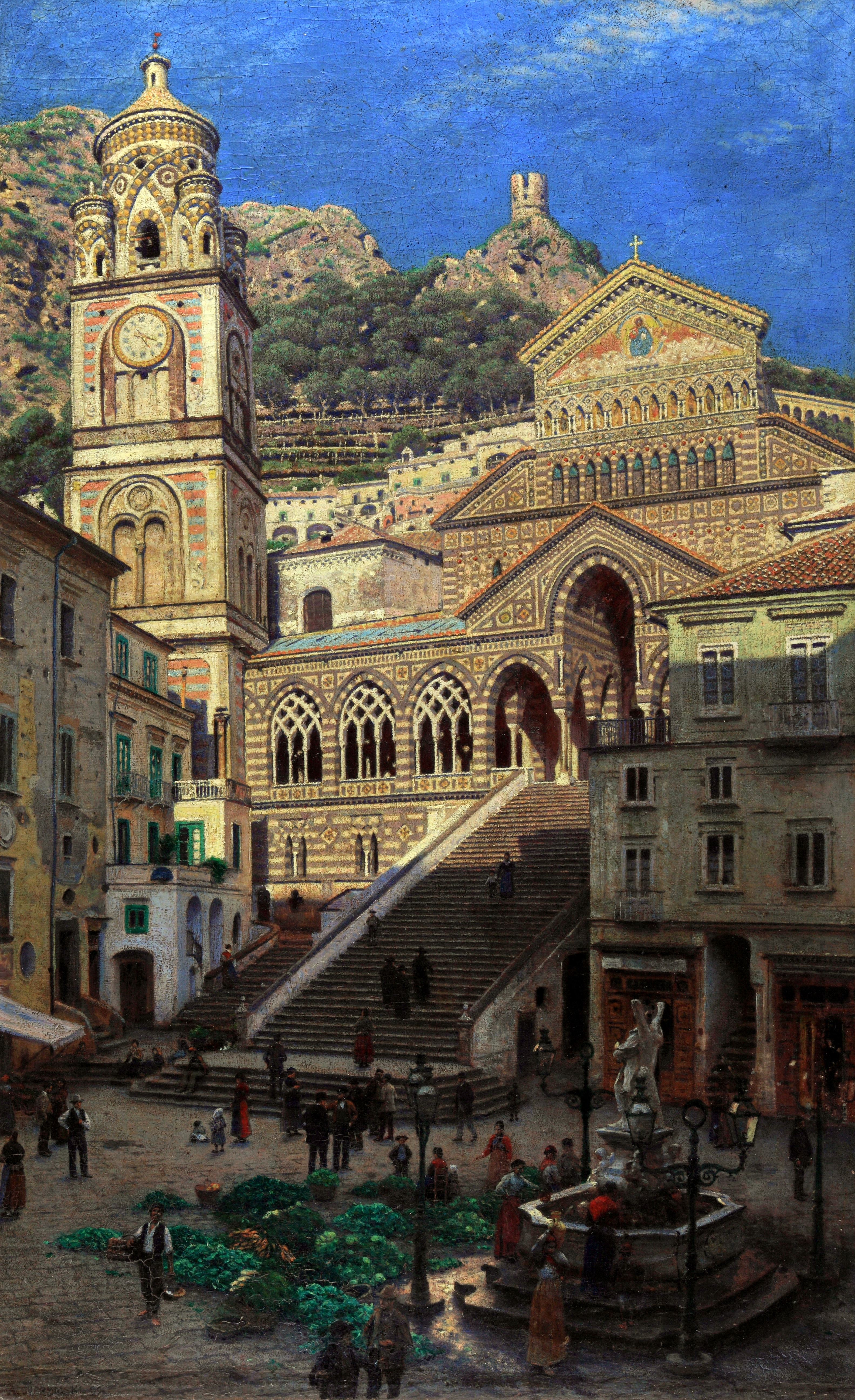
Az amalfi székesegyház (1897–1898) Kielcei Nemzeti Múzeum
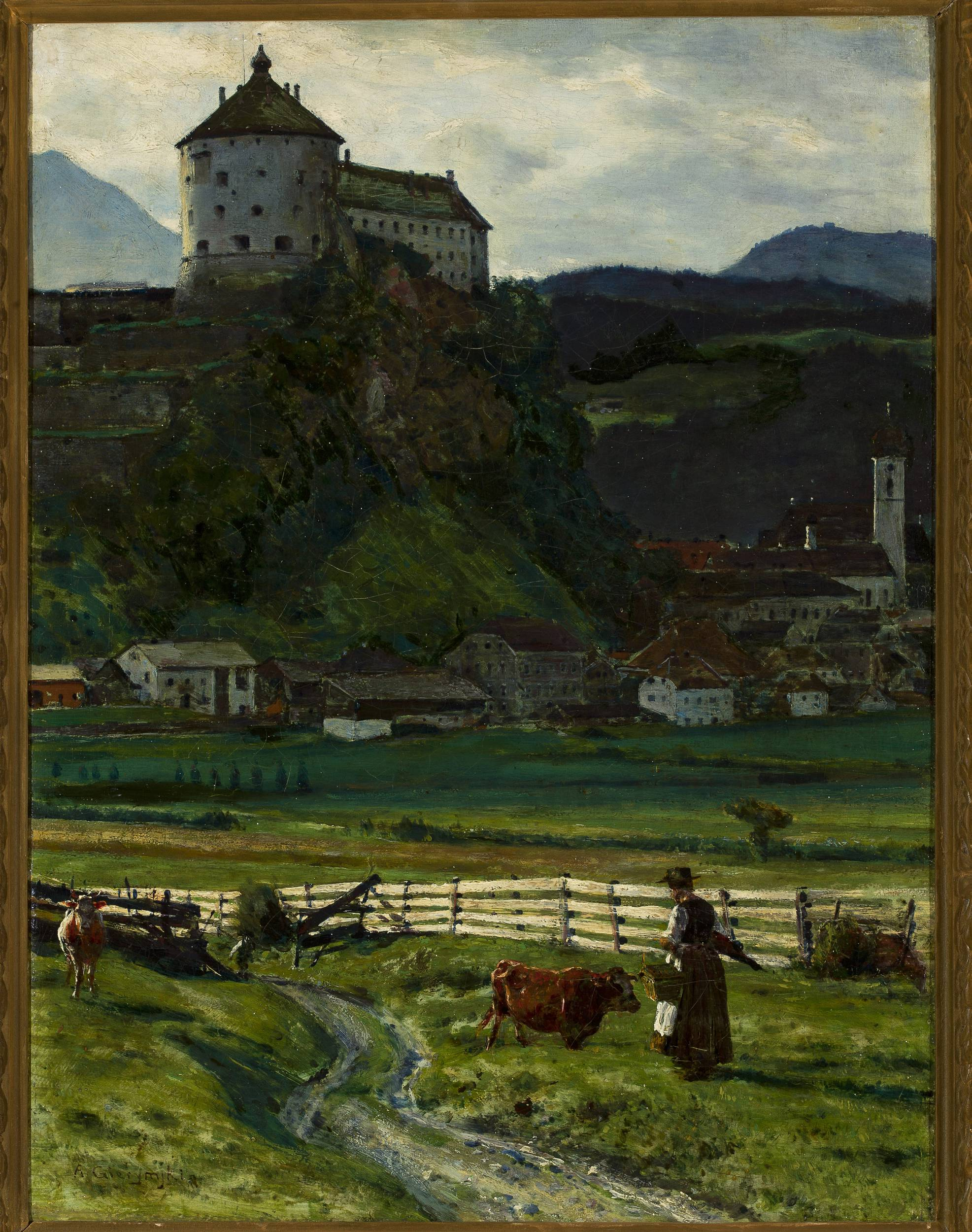
Kilátás Kufstein vára környékére (1889) Varsói Nemzeti Múzeum

- Tó a naplementében (1900) magángyűjtemény
- Villa Borghese közelében Rómában (1900) a krakkói Nemzeti Múzeum, a 19. századi lengyel művészeti galéria
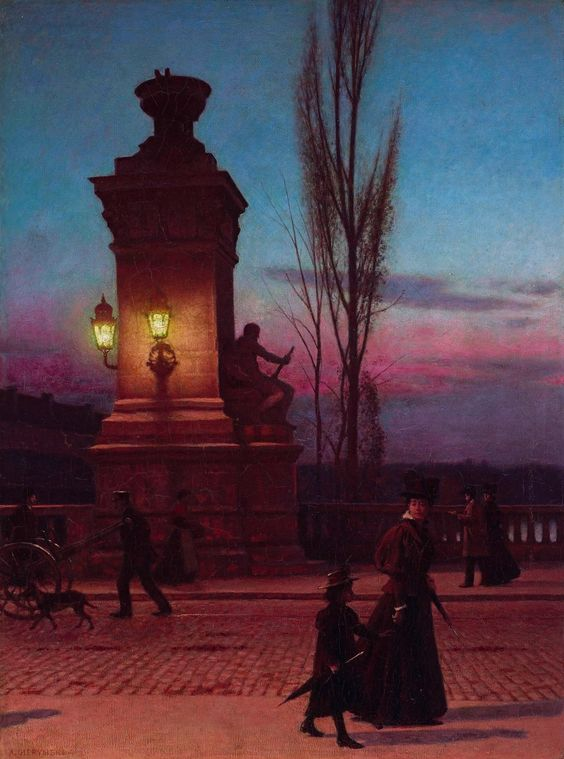
A tenger (1891) Varsói Nemzeti Múzeum
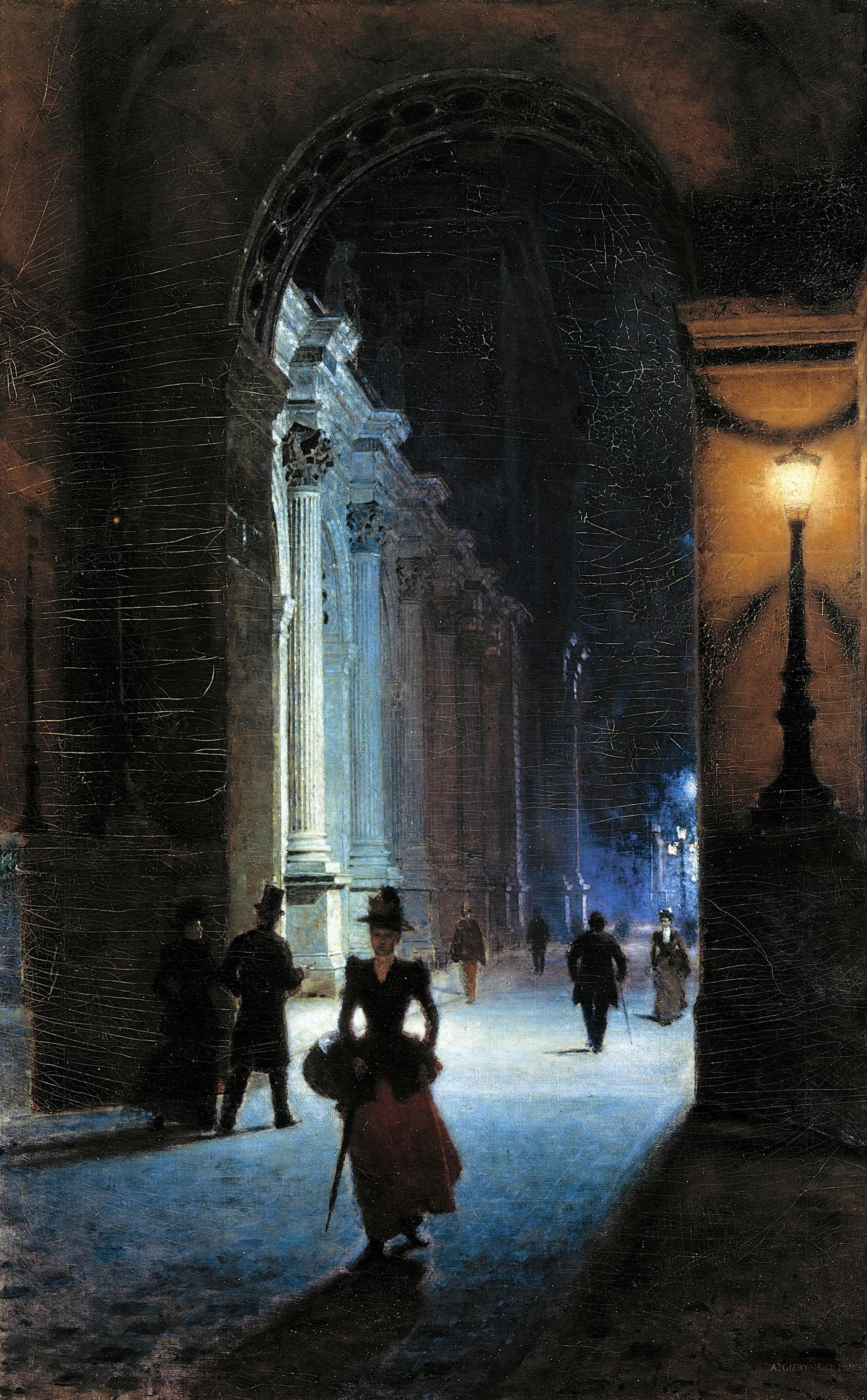
A Louvre éjjel (1892) Poznańi Nemzeti Múzeum
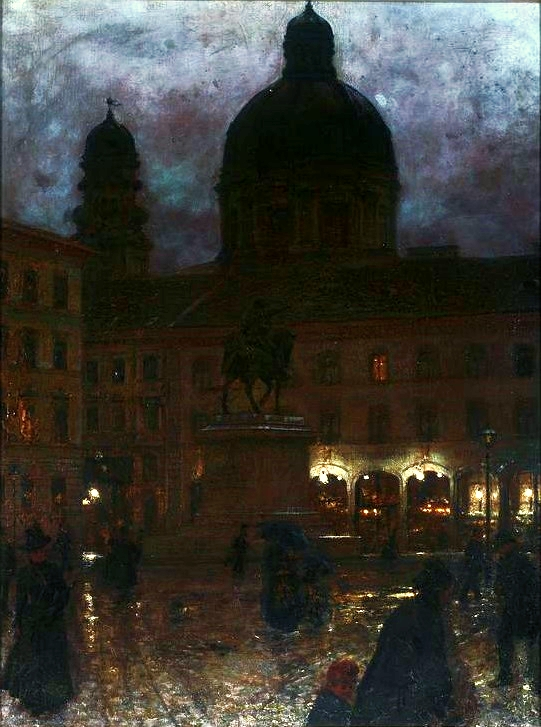
Wittelsbachplatz éjjel (1892) Varsói Nemzeti Múzeum
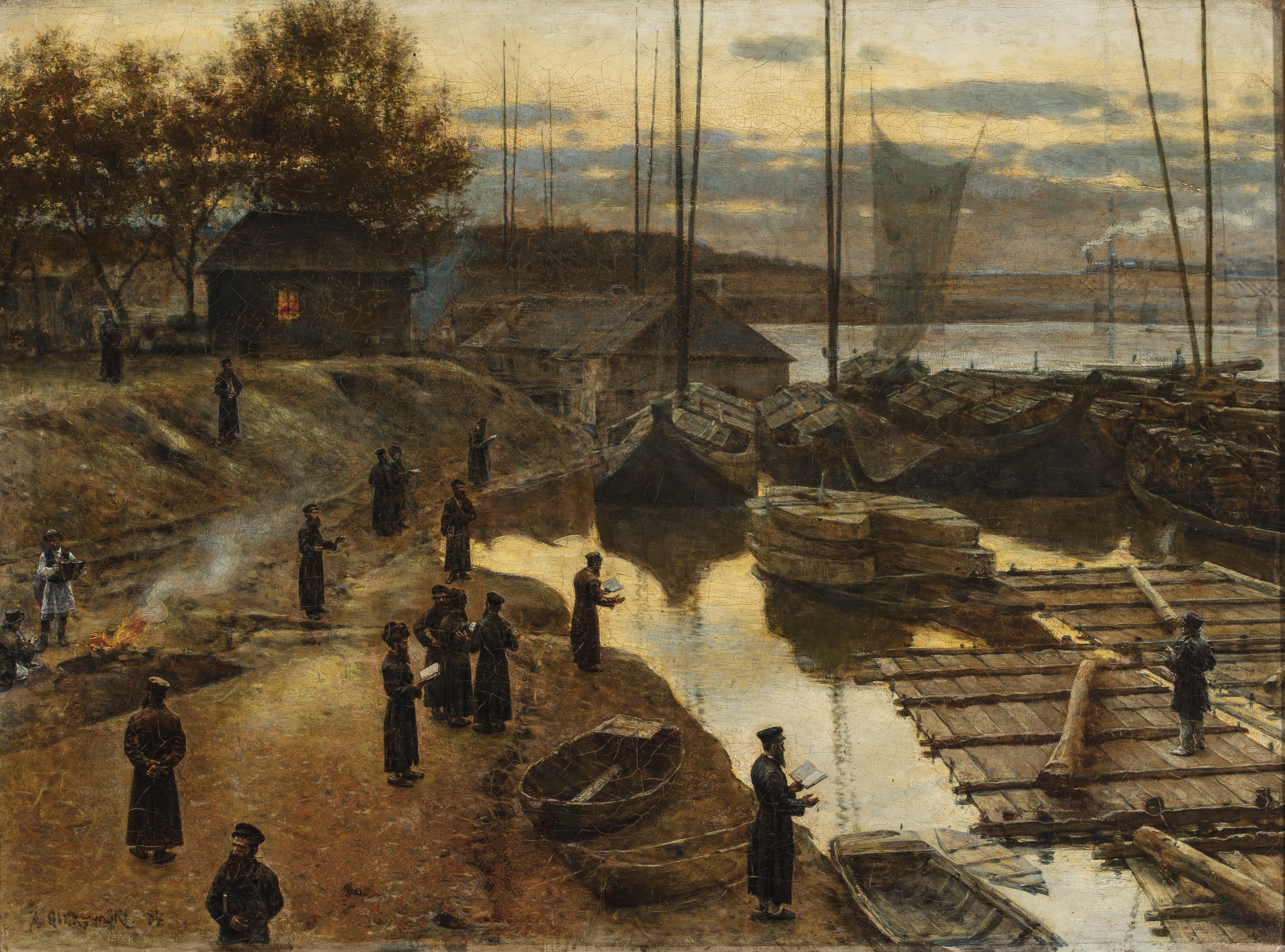
Az ünnep (1884) Varsói Nemzeti Múzeum
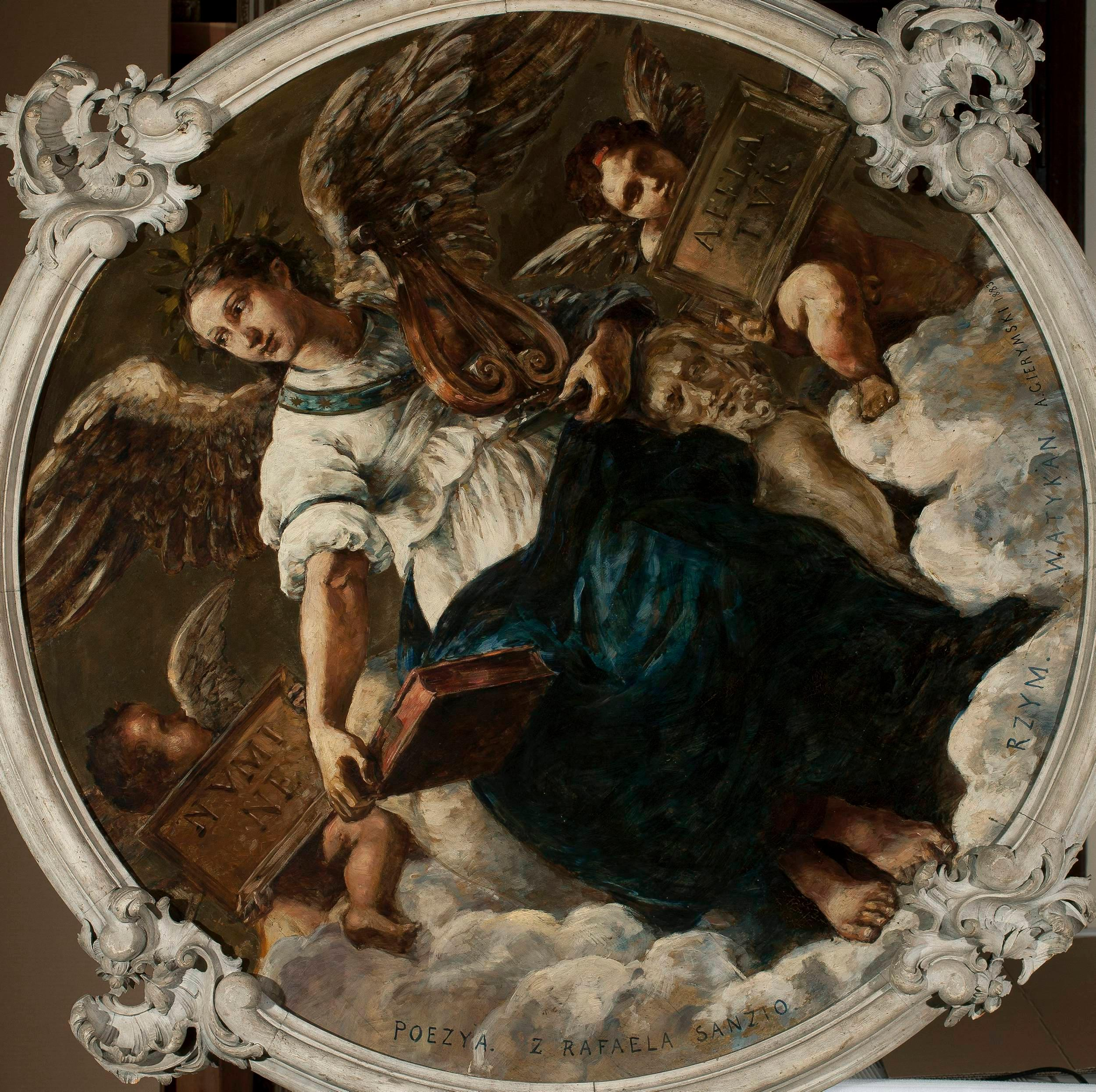
Költészet (1883) Varsói Nemzeti Múzeum
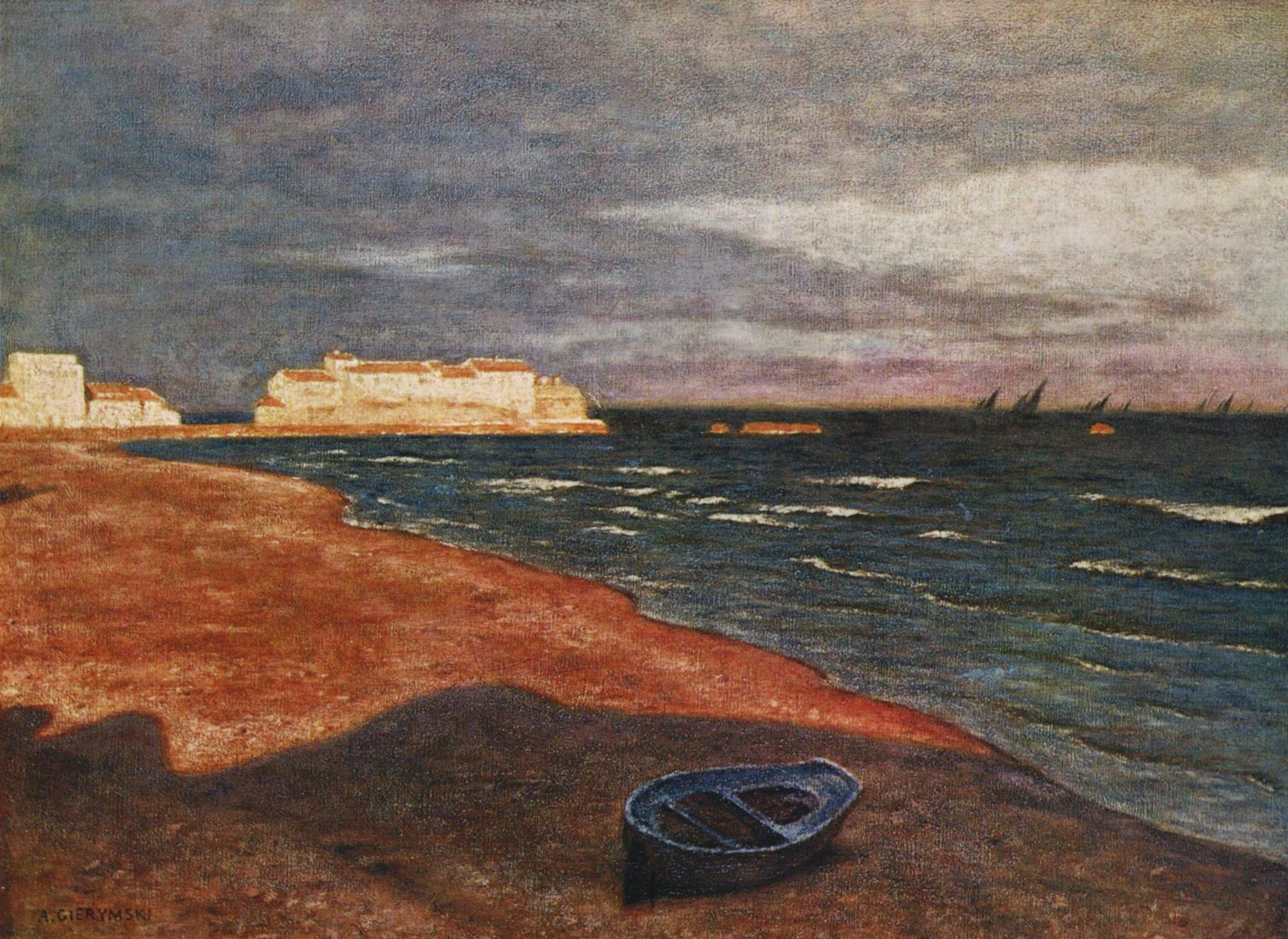
A tenger (1891) Varsói Nemzeti Múzeum

## Képgaléria
- Zsidó nő narancsokkal (1880–1881)
Varsói Nemzeti Múzeum
- A lugasban (1882)
Varsói Nemzeti Múzeum
- Rakodómunkások (1887)
Varsói Nemzeti Múzeum
- Paraszttemetés (1894–1895)
Varsói Nemzeti Múzeum
- Szalmakévét cipelő fiú (1895)
Wrocławi Nemzeti Múzeum
- Kilátás a karintiai Ossiachi-tóra, 1886
- Az amalfi székesegyház (1897–1898)
Kielcei Nemzeti Múzeum
- Kilátás Kufstein vára környékére (1889) Varsói Nemzeti Múzeum
- A müncheni híd (1895)
Varsói Nemzeti Múzeum
- A Louvre éjjel  (1892)
Poznańi Nemzeti Múzeum
- Wittelsbachplatz éjjel (1892)
Varsói Nemzeti Múzeum
- Az ünnep (1884)
Varsói Nemzeti Múzeum
- Költészet (1883)
Varsói Nemzeti Múzeum
- A tenger (1891)
Varsói Nemzeti Múzeum

## Fordítás
- Ez a szócikk részben vagy egészben  az   Aleksander Gierymski című angol Wikipédia-szócikk ezen változatának fordításán alapul.  Az eredeti cikk szerkesztőit annak laptörténete sorolja fel. Ez a jelzés csupán a megfogalmazás eredetét és a szerzői jogokat jelzi, nem szolgál a cikkben szereplő információk forrásmegjelöléseként.